# 欧洲白蜡树

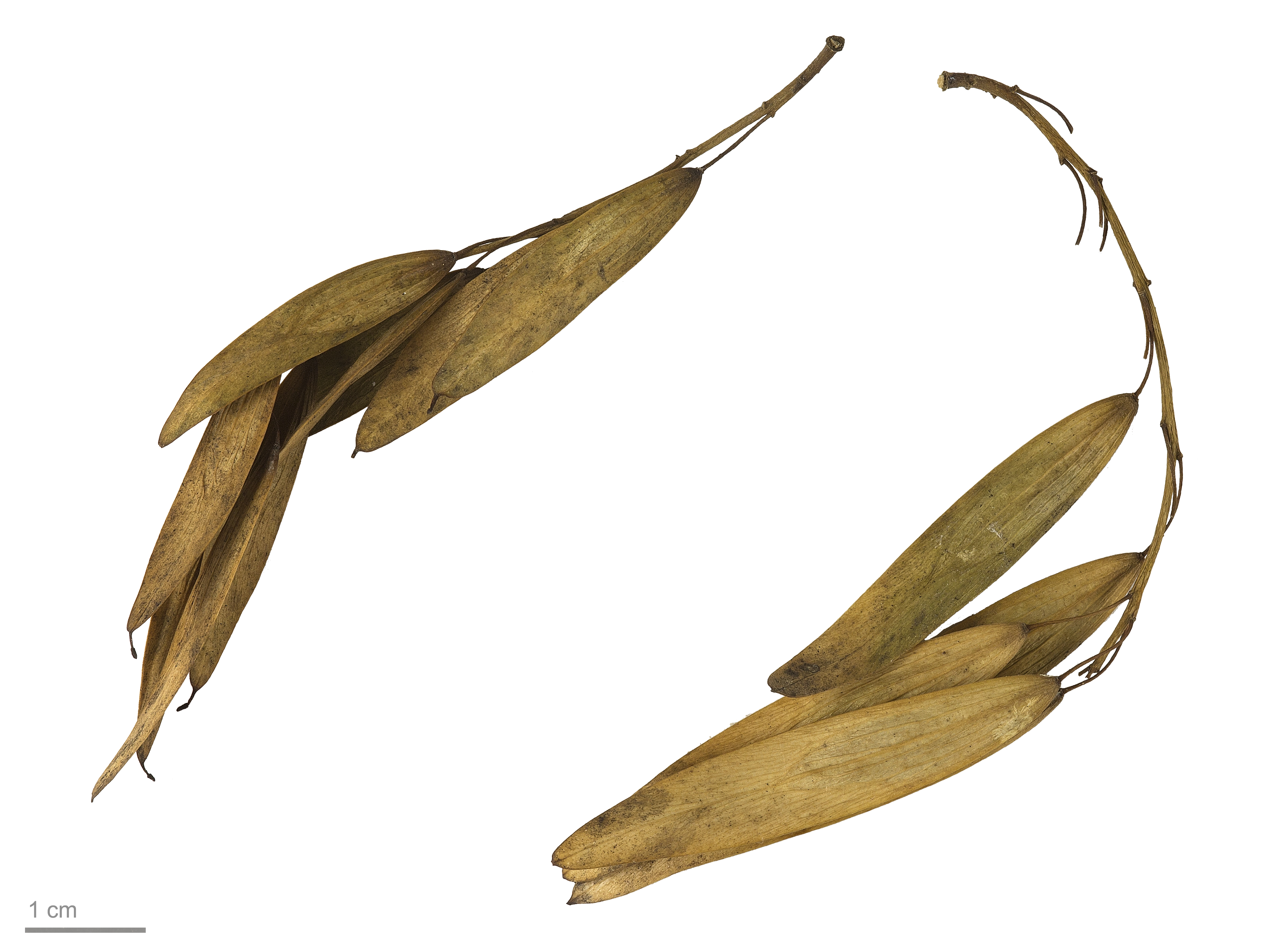
Fraxinus excelsior

欧洲白蜡树又名歐洲梣（学名：Fraxinus excelsior）是一种梣属落叶乔木，主要分布在欧洲大陆，除斯堪的纳维亚北部和伊比利亚半岛以外均可生长，在亚洲土耳其北部到高加索山一带也分布。
欧洲白蜡树通高30米，冬季有黑色芽苞。每小枝生有羽状小叶9至13枚，长20至30厘米，叶片呈深绿色，秋季变黄。极为耐寒。